# Trecki
Trecki – polski herb szlachecki z nobilitacji, nie należy mylić go z podobnym z nazwy i rysunku herbem Strocki.

## Opis herbu
Opis z wykorzystaniem zasad blazonowania, zaproponowanych przez Alfreda Znamierowskiego:
W polu błękitnym trzy półksiężyce srebrne, dwa barkami do siebie, trzeci nad nimi, barkiem ku podstawie.
Klejnot: skrzydła łabędzie.
Labry: błękitne, podbite srebrem.

## Najwcześniejsze wzmianki
Nadany Krzysztofowi Tretko-Treckiemu, sekretarzowi królewskiemu 4 stycznia 1580. Dokument młodszy o rok, z 20 maja 1581, mówi o adopcji Treckiego do herbu Lewart, co mogłoby wskazywać, że opisywany tu herb nie wszedł w życie.

## Herbowni
Ponieważ herb Trecki był herbem własnym, prawo do posługiwania się nim przysługuje tylko jednemu rodowi herbownemu:
Trecki (Tretko).